# Sprzążka

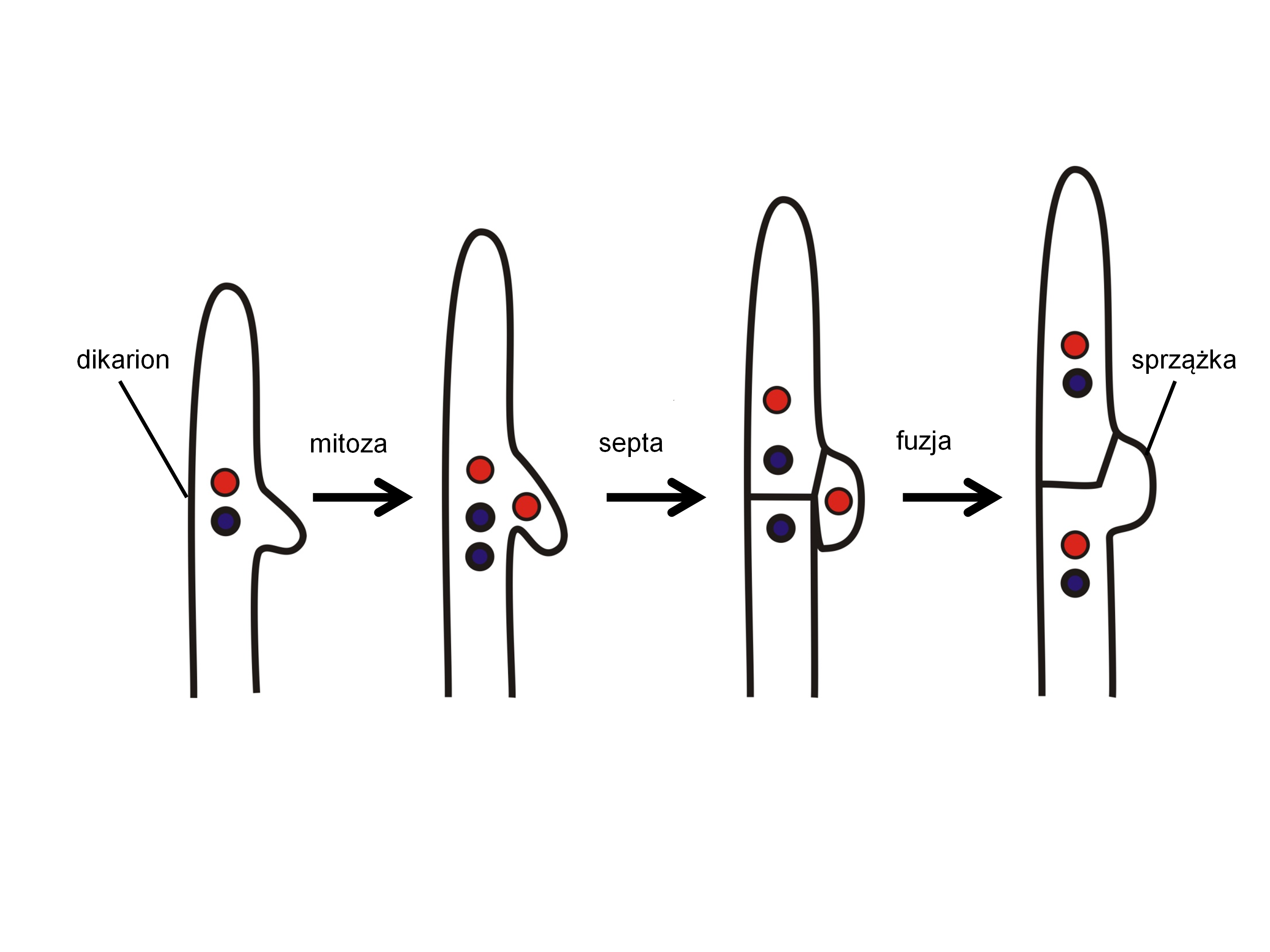
Powstawanie sprzążki

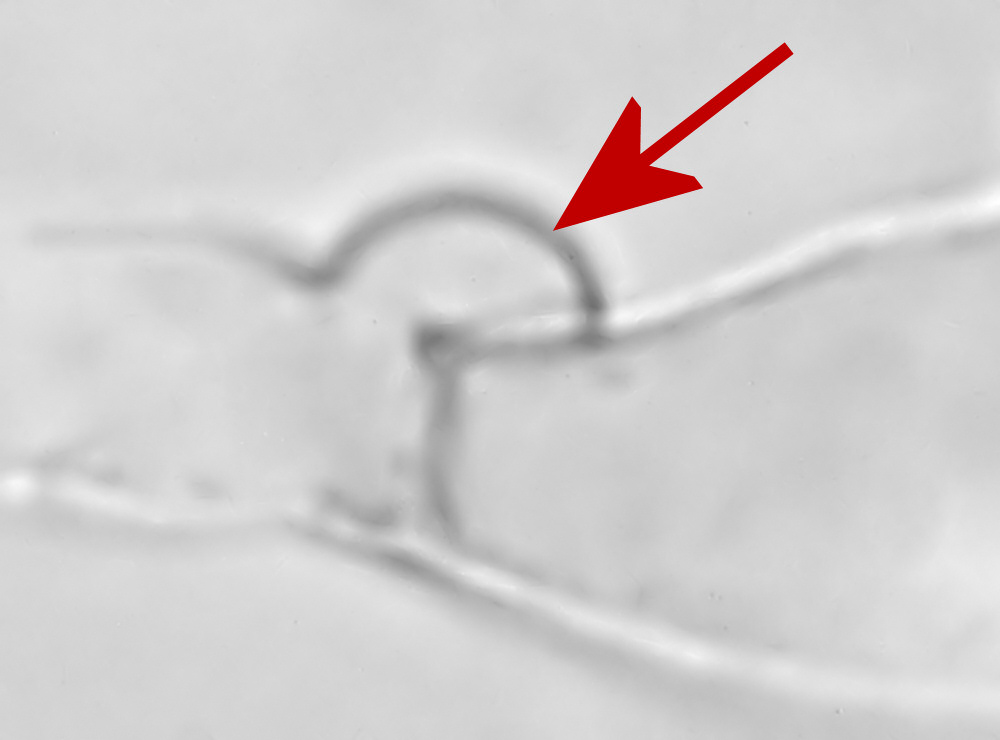
Mikroskopowe zdjęcie sprzążki między dwoma członami strzępki

Sprzążka lub klamra (łac. fibula, ang. clamp connection) – u grzybów jest to jednostronne, niewielkie zgrubienie strzępki występujące na poprzecznej przegrodzie między jej dwoma sąsiednimi członami. Ma postać kabłąkowatego łącznika. Tworzy się po mitozie, w wyniku której w komórce strzępki z dikarionu powstają 4 jądra (a dokładniej dwie pary jąder różnoimiennych). Następnie powstaje septa i sprzążka, przez którą jedno z jąder przechodzi do podzielonej septą sprzążki. W wyniku tego powstają dwie pary dikarionów.
Sprzążki biorą udział w procesie podziału komórek. Zapewniają różnoimienność jąder komórek dzielącej się strzępki. Występowanie lub brak sprzążek ma znaczenie przy oznaczaniu wielu gatunków grzybów i określaniu ich systemu strzępkowego. Jeżeli występują tylko strzępki generatywne, wówczas jest to system monomityczny. Czasami zdarza się, że pojedyncze sprzążki występują także na strzępkach szkieletowych, z natury grubościennych. W tym przypadku mówimy o pseudodimitycznym systemie strzępkowym.
Sprzążki występują u podstawczaków, ale nie wszystkie podstawczaki je mają. Występują u gatunków mających przegrody typu dolipor, przez które do sąsiednich komórek nie mogą przedostać się organella komórkowe i jądra. Aby to mogło nastąpić, na ich przegrodach tworzą się sprzążki. Sprzążki nie występują u tych podstawczaków, które mają przegrody proste, przez które możliwa jest wymiana organelli komórkowych. Zasadniczo sprzążki występują tylko na strzępkach generatywnych (ale nie zawsze muszą na nich być). Występowanie sprzążek jest cechą podstawową i zwykle stałą dla danego gatunku – rzadko spotyka się gatunki posiadające zarówno liczne sprzążki, jak i proste przegrody na strzępkach generatywnych. Czasami (rzadko) na jednej przegrodzie występuje kilka sprzążek. W preparacie mikroskopowym sprzążki czasami są trudne do zaobserwowania. Sprzążka występująca u nasady podstawki nosi nazwę sprzążki bazalnej.
Najstarsze znaleziska sprzążek odkryto w skamieniałych strzępkach w kopalnej paproci Botryopteris antiqua sprzed około 325–350 mln lat. Na 298,9–323,2 miliona lat datowana jest skamielina grzybni ze sprzążkami, sklasyfikowana jako rodzaj Palaeancistrus. Jej sprzążki są podobne do współczesnych saprotroficznych podstawczaków.
Obecność lub brak sprzążek odgrywa ważną rolę przy identyfikacji gatunków podstawczaków. U workowców podobną rolę jak sprzążki spełniają pastorałki.